# Хвойні ліси Фрейзерського плато та басейну
Хвойні ліси Фрейзерського плато та басейну або Комплекс Фрейзерського плато та басейну (ідентифікатор WWF: NA0514) — неарктичний екорегіон хвойних лісів помірної зони, розташований у Британській Колумбії на заході Канади.

## Географія
Екорегіон хвойних лісів Фрейзерського плато та басейну займає більшу частину Центральної Британської Колумбії. Він охоплює плато Фрейзер, оточене із заходу горами Тихоокеанських хребтів Прибережних гір, а зі сходу — горами Карибу, що є частиною Скелястих гір. Фрейзерське плато є частиною Внутрішнього плато, яке входить до комплексу міжгірських плато, що складають внутрішній пояс Північноамериканських Кордильєр.
Висота плато Фрейзер коливається від 1800 м над рівнем моря на заході до 1000 м над рівнем моря на сході. Висота окремих вулканів в горах Ітча та Ільгачуз перевищує 2400 м над рівнем моря. З геологічної точки зору основу регіону складають палеогенові базальти, перекриті шаром льодовикових відкладів. Територія екорегіону лежить в межах басейну Фрейзера, найдовшої річки Британської Колумбії, яка бере свій початок в Скелястих горах і тече на південь, де впадає у протоку Джорджія поблизу Ванкувера. Серед приток Фрейзера, які протікають територією регіону, слід відзначити Чілкотін та Нечако, глибокі долини яких розділяють плато Фрейзер на кілька менших плато, серед яких виділяють плато Чілкотін, Карибу та Нечако.
В горах на заході екорегіон переходить у прибережні ліси материкової Британської Колумбії та у підвітряні ліси Каскадних гір, а на сході — у гірські ліси Центральної Британської Колумбії та у ліси півночі Центральних Скелястих гір. На південь від Фрейзерського плато поширені сухі ліси Оканагану.

## Клімат
В межах екорегіону переважає субарктичний клімат (Dfc за класифікацією кліматів Кеппена) або вологий континентальний клімат (Dfb за класифікацією Кеппена). Середньорічна температура в екорегіоні становить 3 °C, середня літня температура — 12,5 °C, а середня зимова температура — -7,5 °C. Середньорічна кількість опадів коливається від 250-300 мм в районі злиття Чілкотіну та Фрейзеру до 600-800 мм на великих висотах на заході.

## Флора
Рослинний покрив екорегіону представлений хвойними лісами, які є перехідними від вологих прибережних лісів, поширених західніше, до сухих внутрішніх лісів, поширених східніше. Основу лісів регіону складають скручені сосни (Pinus contorta), американські осики (Populus tremuloides), сизі ялини (Picea glauca) та тисолисті дуґласії (Pseudotsuga menziesii var. glauca). У субальпійському поясі переважають скручені сосни (Pinus contorta), ялини Енгельмана (Picea engelmannii) та субальпійські ялиці (Abies lasiocarpa). У високогір'ях поширена альпійська тундра.
На дні долин уздовж річок Фрейзер та Чілкотін зустрічаються ділянки луків, на яких росте колосистий житняк (Pseudoroegneria spicata), купини тризубчастого полину (Artemisia tridentata) та інші трави.

## Фауна
В межах екорегіону зустрічається 61 вид ссавців та близько 175 видів птахів. Серед поширених в екорегіоні ссавців слід відзначити звичайного лося (Alces alces shirasi), гірського вапіті (Cervus canadensis nelsoni), чорнохвостого оленя (Odocoileus hemionus), білохвостого оленя (Odocoileus virginianus), американського зайця (Lepus americanus), червону вивірку (Tamiasciurus hudsonicus), канадського голкошерста (Erethizon dorsatum), соснового бурундука (Neotamias amoenus) та сивого бабака (Marmota caligata). В лісах регіону мешкає одне з найпівденніших та найбільших стад лісових карибу (Rangifer tarandus caribou) в Північній Америці, яке нараховує близько 1500 особин. Серед великих хижаків, поширених в регіоні, слід відзначити гризлі (Ursus arctos horribilis), барибала (Ursus americanus), північноамериканську пуму (Puma concolor couguar), канадську рись (Lynx canadensis), руду рись (Lynx rufus) та вовка (Canis lupus), а серед дрібніших хижих ссавців — койота (Canis latrans), звичайну лисицю (Vulpes vulpes), звичайну росомаху (Gulo gulo), ільку (Pekania pennanti), американську куницю (Martes americana), американського горностая (Mustela richardsonii), смугастого скунса (Mephitis mephitis) та американського борсука (Taxidea taxus). У важкодоступних субальпійських та альпійських районах зустрічаються товстороги (Ovis canadensis) та снігові кози (Oreamnos americanus), а на берегах річок — канадські бобри (Castor canadensis), канадські видри (Lontra canadensis), річкові візони (Neogale vison) та болотяні ондатри (Ondatra zibethicus). 
Серед поширених в екорегіоні птахів слід відзначити білохвосту куріпку (Lagopus leucura), канадську дикушу (Canachites canadensis), американського орябка (Bonasa umbellus), манітобського тетерука (Tympanuchus phasianellus), жовтобрового тетерука (Dendragapus obscurus), золотистого декола (Colaptes auratus), рожевочереву гілу (Melanerpes lewis), вогнистого колібрі-крихітку (Selasphorus rufus), каліопу (Selasphorus calliope), канадського повзика (Sitta canadensis), кордильєрського волоочка (Troglodytes pacificus), західного пісняра-лісовика (Setophaga townsendi) та ялинового шишкаря (Loxia curvirostra). На водно-болотних угіддях регіону зустрічаються канадські журавлі (Antigone canadensis), лебеді-трубачі (Cygnus buccinator), малі гоголі (Bucephala albeola), ісландські гоголі (Bucephala islandica) та американські кульони (Numenius americanus).

## Збереження
Оцінка 2017 року показала, що 15 563 км², або 15 % екорегіону, є заповідними територіями. Загалом близько 25 % території екорегіону є відносно незайманими. Природоохоронні території включають: Провінційний парк Твідсмюр-Саус, Провінційний парк Ітча-Ільгачуз, Провінційний парк Чарн-Крік, Провінційний парк Нунтсі, Провінційний парк озера Карп, Провінційний парк озера Клускойл, Провінційний парк озера Назко, Провінційний парк Джанкшен-Шіп-Рейндж та Провінційний парк озера Тен-Майл.